# Snycerstwo
Snycerstwo – stara dziedzina sztuki zdobniczej – sztuka rzeźbienia w drewnie – rodzaj rzemiosła artystycznego. Dawniej także w kamieniu.
Snycerstwo w niektórych okresach dziejów było przodującą gałęzią rzeźby. Znane już prawdopodobnie w górnym paleolicie, rozwinęło się w starożytności i we wczesnym średniowieczu. Rozkwit przeżyło w późnym gotyku (krucyfiksy, polichromowane płaskorzeźby i rzeźby ołtarzowe) i baroku (wyposażenie wnętrz kościołów – ołtarze z figurami świętych, putta, ambony, stalle, konfesjonały).
Wybitnymi przykładami sztuki snycerskiej są: Krucyfiks Gerona, Madonna z Krużlowej, Pietà z Lubiąża i twórczość Wita Stwosza: Święta Anna Samotrzeć, Ołtarz Bamberski, Ołtarz Wita Stwosza w Krakowie.
Snycerstwo jest szczególnie charakterystyczne dla sztuki ludowej (świątek).
Do rzeźbienia w drewnie używa się specjalnych dłut, pobijanych knyplem. Dłuta te mogą być płaskie (proste lub skośne) albo o ostrzu w kształcie litery V lub U, dodatkowo dla wykonywania specjalnych cięć używa się dłut odpowiednio wyprofilowanych.
- Snycerka – artystycznie rzeźbiony w drewnie element mebla lub wyposażenia wnętrza (np. boazerii).
- Snycerz – rzemieślnik specjalizujący się w rzeźbieniu w drewnie.